# Henry Dunlop

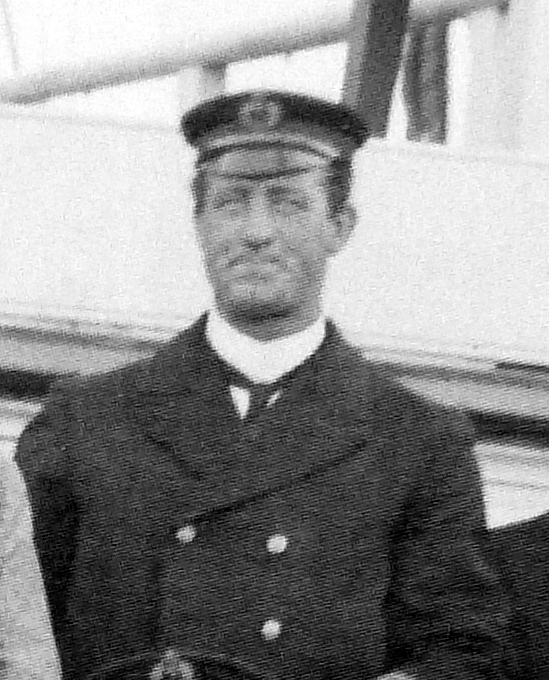
Henry Dunlop (1907)

Henry Joseph Long Dunlop (* 15. Oktober 1876 in Belfast; † 5. März 1931 ebenda), genannt Harry, war ein britischer Ingenieur, der an der Nimrod-Expedition (1907–1909) in die Antarktis teilnahm.

## Leben
Dunlop kam als drittes von acht Kindern des Hauptkassierers der Werft Harland & Wolff in Nordirland zur Welt. Er arbeitete als Ingenieur gleichfalls auf dieser Werft und war danach Leitender Ingenieur auf dem Schiff Ashburton.
Dunlop nahm an der Nimrod-Expedition unter der Leitung von Ernest Shackleton teil. Er war mit Shackleton befreundet und steuerte ein Darlehen zur Finanzierung der Expedition bei, das Shackleton jedoch nie zurückzahlte. Während der Expedition war er neben seiner Tätigkeit als Schiffsingenieur an Bord der Nimrod zusammen mit dem Mechaniker Bernard Day für den Betrieb des mitgebrachten Automobils verantwortlich. Nach der Anlandung am Kap Royds war er zudem an der Errichtung der Expeditionshütte beteiligt. Dunlop gehörte jedoch nicht zu der Mannschaft, die in der Antarktis überwinterte, sondern fuhr mit der Nimrod Ende Januar 1908 nach Neuseeland zurück. Bei der Rückkehr des Expeditionsschiffes zum McMurdo-Sund im Frühjahr 1909 gehörte Dunlop zu der Crew, die die Landungsmannschaft wieder aufnahm. Ferner nahm er unter John King Davis an der Suchfahrt nach in den Karten der Admiralität als zweifelhaft vermerkten subantarktischer Inseln und Inselgruppen teil, die sich dabei allesamt als Phantominseln herausstellten. Shackleton benannte ihm zu Ehren die im McMurdo-Sund liegende und der Ostküste des Viktorialands unmittelbar vorgelagerte Dunlop-Insel (77° 14′ S, 163° 30′ O). Darüber hinaus trägt auch das östlich der Insel gelegene Kap Dunlop (77° 14′ S, 163° 27′ O) seinen Namen. Für seine Leistungen bei der Expedition wurde er mit der silbernen Ausführung der Polar Medal geehrt.
Im Jahr 1912 wurde Dunlop Generaldirektor der African Oil & Cake Mills Company in Liverpool. 1914 heiratete er Ethel Jane Ward, mit der er die 1918 geborene Tochter Patricia bekam. Er starb 1931 im Alter von 54 Jahren.